# トール・ヘイエルダール (フリゲート)
トール・ヘイエルダール（ブークモール：KNM Thor Heyerdah, F 314）は、ノルウェー海軍のフリゲート。フリチョフ・ナンセン級フリゲートの5番艦。艦名は探検家トール・ヘイエルダールに由来する。

## 艦歴
「トール・ヘイエルダール」は、スペイン企業のナバンティアフェロル造船所で建造され、2007年11月23日起工、2009年2月11日進水、2011年1月にノルウェーに引き渡される。
沿岸戦隊フリゲート隊に所属し、ハーコンスヴァーン海軍基地を母港とする予定。